# Pape Diop (1997)
Pape Cheikh Diop Gueye (Dakar, 8 augustus 1997) is een Spaans-Senegalees voetballer die doorgaans als centrale middenvelder speelt. Hij tekende in augustus 2017 een contract tot medio 2022 bij Olympique Lyon, dat circa € 15 miljoen voor hem betaalde aan Celta de Vigo.

## Clubcarrière
Diop werd geboren in de Senegalese hoofdstad Dakar. Op veertienjarige leeftijd kwam hij in Spanje aan, waar hij zich aansloot bij CIA en Montañeros CF. Hij maakte in 2013 de overstap naar de jeugd van Celta de Vigo. Diop debuteerde op 12 december 2015 in de Primera División, tegen RCD Espanyol. Hij kwam na 87 minuten in het veld als invaller van Nolito. Vijf dagen later kreeg hij zijn eerste basisplaats, in een bekerduel tegen UD Almería.

## Interlandcarrière
Diop kwam uit voor verschillende Spaanse nationale jeugdselecties. Hij won met Spanje –19 het EK –19 van 2015.

## Erelijst
| Europees kampioen –19 | 1x | 2015 |